# Labro

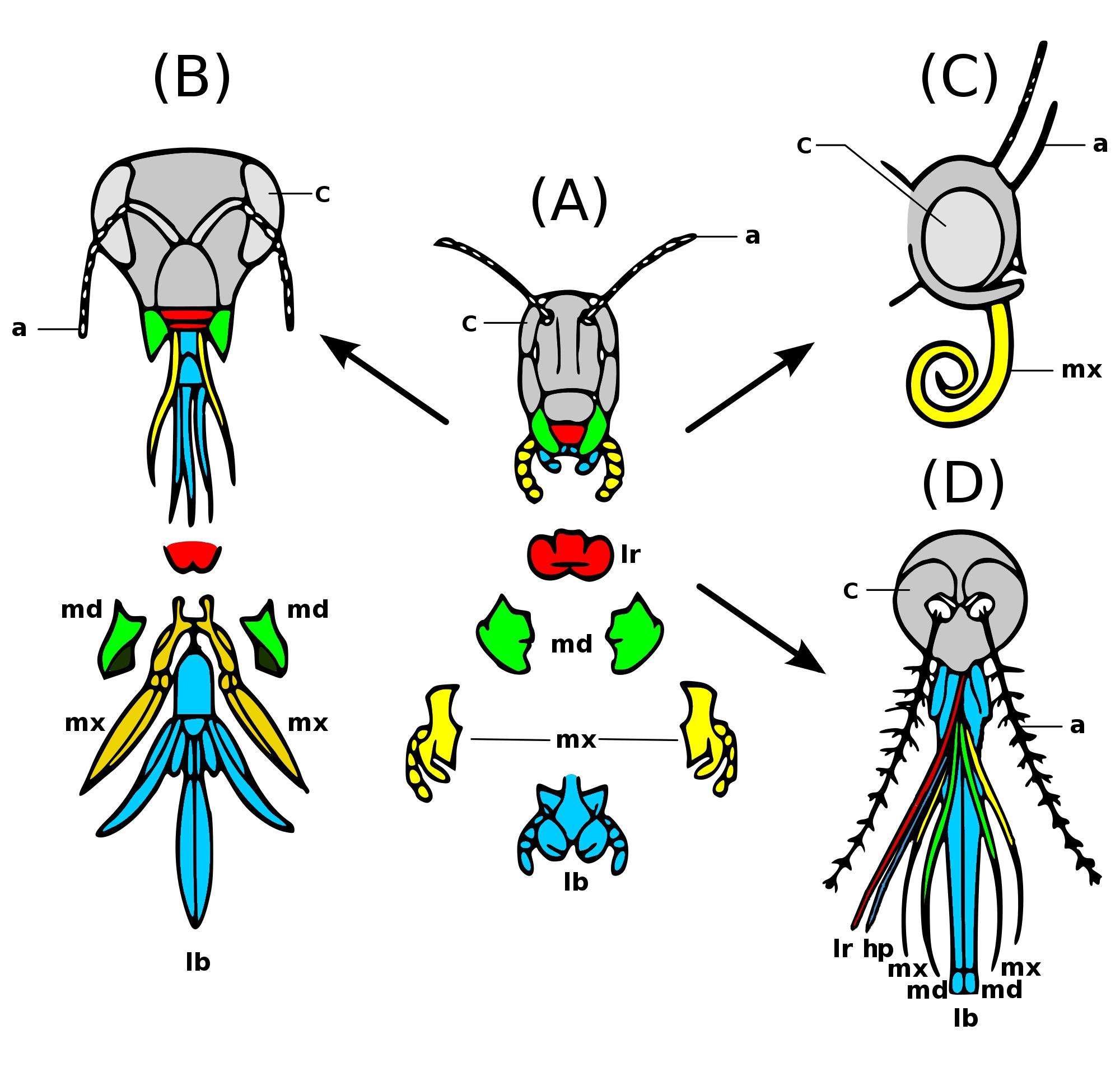
Labro (lr) en rojo.

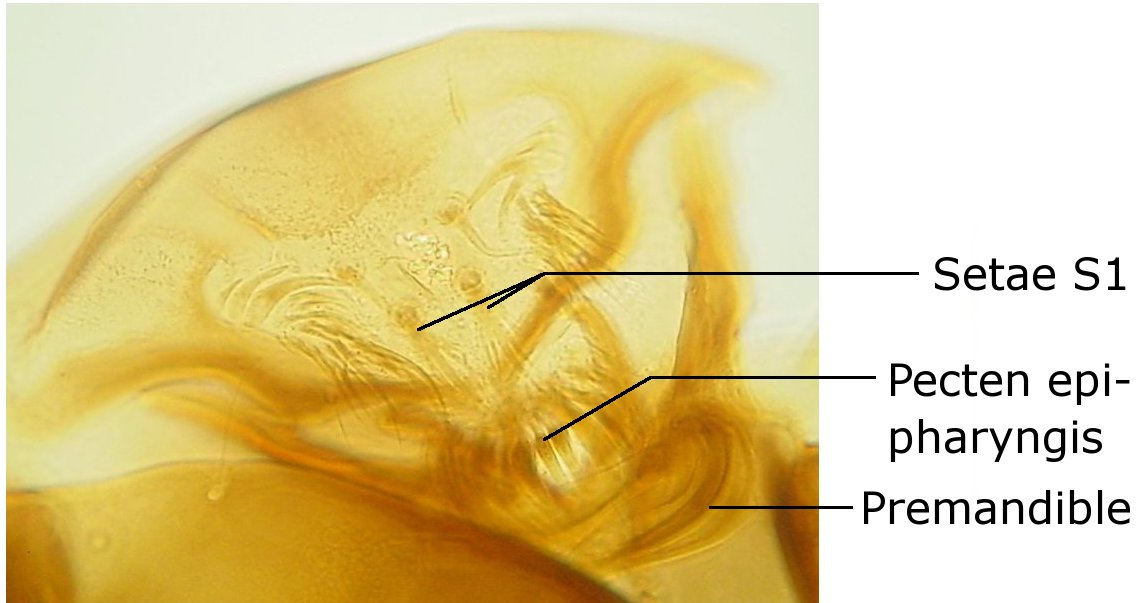
Lado interno del labro de una larva de Chironomidae mostrando la epifaringe.

En los insectos y crustáceos, el labro (labrum) o labio superior es un esclerito dorsal impar del aparato bucal que recubre las mandíbulas. Por su parte posterior se une al clípeo por el surco clípeo-labral, lo que le permite cierta movilidad.
Representa el techo de la boca; en su cara interna o ventral se localiza la epifaringe, una estructura levemente esclerosada y provista de sedas sensoriales; su función es gustativa.
La forma primitiva del labro es aplanada y ancha, como en los ortópteros o coleópteros, pero en algunos órdenes, como en los dípteros, está muy modificado.
El origen evolutivo, la embriogénesis y el desarrollo morfológico del labro han resultado uno de los temas más controvertidos en el estudio de las estructuras de la cabeza de los artrópodos.